# Világörökségi helyszínek megoszlása országonként
2024-ben 168 ország 1223 helyszíne szerepel az UNESCO világörökségi listáján. Ezek közül 952 kulturális, 231 természeti, 40 pedig egyszerre természeti és kulturális emlék; ezek közül 56 veszélyeztetett. 49 helyszín több országhoz is tartozik.  A legtöbb világörökségi helyszínnel (60) Olaszország rendelkezi, ezt követi Kína 59 helyísznnel. A legtöbb természeti helyszín Kínában, a legtöbb kulturális helyszín Olaszországban található.
Az UNESCO az országokat öt földrajzi zónába sorolta be: Afrika, arab országok (Észak-Afrika és a Közép-Kelet), Ázsia és a Csendes-óceán térsége (Ausztráliával és Óceániával), Európa és Észak-Amerika (USA és Kanada), valamint Latin-Amerika (a Karib-tenger térségével).
Régiók szerinti megoszlás
| Régió                                 | kulturális | természeti | vegyes | összesen | %     |
| ------------------------------------- | ---------- | ---------- | ------ | -------- | ----- |
| Latin-Amerika és Karib-tengeri térség | 103        | 39         | 8      | 150      | 12,3% |
| Európa és Észak-Amerika               | 490        | 71         | 12     | 573      | 46,9% |
| Ázsia és Csendes-óceáni térség        | 211        | 73         | 12     | 296      | 24,2% |
| Arab államok                          | 87         | 6          | 3      | 96       | 7,8%  |
| Afrika                                | 61         | 42         | 5      | 108      | 8,08% |
| Összesen                              | 952        | 231        | 40     | 1223     | 100%  |

Országok szerinti megoszlás
| jelölő állam                    | természeti | kulturális | vegyes | összesen | UNESCO régió                         |
| ------------------------------- | ---------- | ---------- | ------ | -------- | ------------------------------------ |
| Afganisztán                     |            | 2          |        | 2        | Ázsia – Csendes-óceáni térség        |
| Albánia                         | 1          | 2          | 1      | 4        | Európa és Észak-Amerika              |
| Algéria                         |            | 6          | 1      | 7        | Arab államok                         |
| Amerikai Egyesült Államok       | 13         | 12         | 1      | 26       | Európa és Észak-Amerika              |
| Andorra                         |            | 1          |        | 1        | Európa és Észak-Amerika              |
| Angola                          |            | 1          |        | 1        | Afrika                               |
| Antigua és Barbuda              |            | 1          |        | 1        | Afrika                               |
| Argentína                       | 5          | 7          |        | 12       | Latin-Amerika – Karib-tengeri térség |
| Ausztrália                      | 12         | 4          | 4      | 20       | Ázsia – Csendes-óceáni térség        |
| Ausztria                        | 1          | 11         |        | 12       | Európa és Észak-Amerika              |
| Azerbajdzsán                    | 1          | 4          |        | 5        | Európa és Észak-Amerika              |
| Bahrein                         |            | 3          |        | 3        | Arab államok                         |
| Banglades                       | 1          | 2          |        | 3        | Ázsia – Csendes-óceáni térség        |
| Barbados                        |            | 1          |        | 1        | Latin-Amerika – Karib-tengeri térség |
| Belgium                         | 1          | 15         |        | 16       | Európa és Észak-Amerika              |
| Belize                          | 1          |            |        | 1        | Latin-Amerika – Karib-tengeri térség |
| Benin                           | 1          | 2          |        | 3        | Afrika                               |
| Bolívia                         | 1          | 6          |        | 7        | Latin-Amerika – Karib-tengeri térség |
| Bosznia-Hercegovina             | 2          | 3          |        | 5        | Európa és Észak-Amerika              |
| Botswana                        | 1          | 1          |        | 2        | Afrika                               |
| Brazília                        | 8          | 15         | 1      | 24       | Latin-Amerika – Karib-tengeri térség |
| Bulgária                        | 3          | 7          |        | 10       | Európa és Észak-Amerika              |
| Burkina Faso                    | 1          | 3          |        | 4        | Európa és Észak-Amerika              |
| Ciprus                          |            | 3          |        | 3        | Európa és Észak-Amerika              |
| Chile                           |            | 7          |        | 7        | Latin-Amerika – Karib-tengeri térség |
| Costa Rica                      | 3          | 1          |        | 4        | Latin-Amerika – Karib-tengeri térség |
| Csád                            | 1          |            | 1      | 2        | Afrika                               |
| Csehország                      | 1          | 16         |        | 17       | Európa és Észak-Amerika              |
| Dánia                           | 3          | 8          |        | 11       | Európa és Észak-Amerika              |
| Dél-afrikai Köztársaság         | 4          | 7          | 1      | 12       | Afrika                               |
| Dél-Korea                       | 2          | 14         |        | 16       | Ázsia – Csendes-óceáni térség        |
| Dominikai Közösség              | 1          |            |        | 1        | Latin-Amerika – Karib-tengeri térség |
| Dominikai Köztársaság           |            | 1          |        | 1        | Latin-Amerika – Karib-tengeri térség |
| Ecuador                         | 2          | 3          |        | 5        | Latin-Amerika – Karib-tengeri térség |
| Egyesült Arab Emírségek         | 1          |            |        | 1        | Arab államok                         |
| Egyesült Királyság              | 5          | 29         | 1      | 35       | Európa és Észak-Amerika              |
| Egyiptom                        | 1          | 6          |        | 7        | Arab államok                         |
| Elefántcsontpart                | 3          | 2          |        | 5        | Afrika                               |
| Észak-Korea                     |            | 2          |        | 2        | Ázsia – Csendes-óceáni térség        |
| Eritrea                         |            | 1          |        | 1        | Afrika                               |
| Észak-Macedónia                 | 1          |            | 1      | 2        | Európa és Észak-Amerika              |
| Észtország                      |            | 2          |        | 2        | Európa és Észak-Amerika              |
| Etiópia                         | 2          | 10         |        | 12       | Afrika                               |
| Fehéroroszország                | 1          | 3          |        | 4        | Európa és Észak-Amerika              |
| Fidzsi-szigetek                 |            | 1          |        | 1        | Ázsia – Csendes-óceáni térség        |
| Finnország                      | 1          | 6          |        | 7        | Európa és Észak-Amerika              |
| Franciaország                   | 7          | 44         | 2      | 53       | Európa és Észak-Amerika              |
| Fülöp-szigetek                  | 3          | 3          |        | 6        | Ázsia – Csendes-óceáni térség        |
| Gabon                           | 1          |            | 1      | 2        | Afrika                               |
| Gambia                          |            | 2          |        | 2        | Afrika                               |
| Grúzia                          | 1          | 3          |        | 4        | Európa és Észak-Amerika              |
| Ghána                           |            | 2          |        | 2        | Afrika                               |
| Görögország                     |            | 17         | 2      | 19       | Európa és Észak-Amerika              |
| Guatemala                       |            | 3          | 1      | 4        | Latin-Amerika – Karib-tengeri térség |
| Guinea                          | 1          |            |        | 1        | Afrika                               |
| Haiti                           |            | 1          |        | 1        | Latin-Amerika – Karib-tengeri térség |
| Hollandia                       | 1          | 12         |        | 13       | Európa és Észak-Amerika              |
| Honduras                        | 1          | 1          |        | 2        | Latin-Amerika – Karib-tengeri térség |
| Horvátország                    | 2          | 8          |        | 10       | Európa és Észak-Amerika              |
| India                           | 7          | 35         | 1      | 43       | Ázsia – Csendes-óceáni térség        |
| Indonézia                       | 4          | 6          |        | 10       | Ázsia – Csendes-óceáni térség        |
| Irán                            | 2          | 26         |        | 28       | Ázsia – Csendes-óceáni térség        |
| Irak                            |            | 5          | 1      | 6        | Arab államok                         |
| Írország                        |            | 2          |        | 2        | Európa és Észak-Amerika              |
| Izland                          | 2          | 1          |        | 3        | Európa és Észak-Amerika              |
| Izrael                          |            | 9          |        | 9        | Európa és Észak-Amerika              |
| Jamaica                         |            |            | 1      | 1        | Latin-Amerika – Karib-tengeri térség |
| Japán                           | 5          | 21         |        | 26       | Ázsia – Csendes-óceáni térség        |
| Jemen                           | 1          | 4          |        | 5        | Arab államok                         |
| Jordánia                        |            | 6          | 1      | 7        | Arab államok                         |
| Kambodzsa                       |            | 4          |        | 4        | Ázsia – Csendes-óceáni térség        |
| Kamerun                         | 2          |            |        | 2        | Afrika                               |
| Kanada                          | 11         | 10         | 1      | 22       | Európa és Észak-Amerika              |
| Katar                           |            | 1          |        | 1        | Arab államok                         |
| Kazahsztán                      | 2          | 3          |        | 5        | Ázsia – Csendes-óceáni térség        |
| Kenya                           | 3          | 5          |        | 8        | Afrika                               |
| Kína                            | 15         | 40         | 4      | 59       | Ázsia – Csendes-óceáni térség        |
| Kirgizisztán                    | 1          | 2          |        | 3        | Ázsia – Csendes-óceáni térség        |
| Kiribati                        | 1          |            |        | 1        | Ázsia – Csendes-óceáni térség        |
| Kolumbia                        | 2          | 6          | 1      | 9        | Latin-Amerika – Karib-tengeri térség |
| Kongói Köztársaság              | 2          |            |        | 2        | Afrika                               |
| Kongói Demokratikus Köztársaság | 5          |            |        | 5        | Afrika                               |
| Közép-afrikai Köztársaság       | 2          |            |        | 2        | Afrika                               |
| Kuba                            | 2          | 7          |        | 9        | Latin-Amerika – Karib-tengeri térség |
| Laosz                           |            | 3          |        | 3        | Ázsia – Csendes-óceáni térség        |
| Lengyelország                   | 2          | 15         |        | 17       | Európa és Észak-Amerika              |
| Lesotho                         |            |            | 1      | 1        | Afrika                               |
| Lettország                      |            | 2          |        | 2        | Európa és Észak-Amerika              |
| Libanon                         |            | 6          |        | 6        | Arab államok                         |
| Líbia                           |            | 5          |        | 5        | Arab államok                         |
| Litvánia                        |            | 5          |        | 5        | Európa és Észak-Amerika              |
| Luxemburg                       |            | 1          |        | 1        | Európa és Észak-Amerika              |
| Madagaszkár                     | 2          | 1          |        | 3        | Afrika                               |
| Magyarország                    | 1          | 7          |        | 8        | Európa és Észak-Amerika              |
| Malawi                          | 1          | 1          |        | 2        | Afrika                               |
| Malajzia                        | 2          | 3          |        | 5        | Ázsia – Csendes-óceáni térség        |
| Mali                            |            | 3          | 1      | 4        | Afrika                               |
| Málta                           |            | 3          |        | 3        | Európa és Észak-Amerika              |
| Marokkó                         |            | 9          |        | 9        | Arab államok                         |
| Marshall-szigetek               |            | 1          |        | 1        | Ázsia – Csendes-óceáni térség        |
| Mauritánia                      | 1          | 1          |        | 2        | Arab államok                         |
| Mauritius                       |            | 2          |        | 2        | Arab államok                         |
| Mexikó                          | 6          | 27         | 2      | 35       | Latin-Amerika – Karib-tengeri térség |
| Mianmar                         |            | 2          |        | 2        | Ázsia – Csendes-óceáni térség        |
| Mikronézia                      |            | 1          |        | 1        | Ázsia – Csendes-óceáni térség        |
| Moldova                         |            | 1          |        | 1        | Európa és Észak-Amerika              |
| Mongólia                        | 2          | 4          |        | 6        | Ázsia – Csendes-óceáni térség        |
| Montenegró                      | 1          | 3          |        | 4        | Európa és Észak-Amerika              |
| Mozambik                        |            | 1          |        | 1        | Afrika                               |
| Namíbia                         | 1          | 1          |        | 2        | Afrika                               |
| Németország                     | 3          | 51         |        | 54       | Európa és Észak-Amerika              |
| Nepál                           | 2          | 2          |        | 4        | Ázsia – Csendes-óceáni térség        |
| Nicaragua                       |            | 2          |        | 2        | Latin-Amerika – Karib-tengeri térség |
| Niger                           | 2          | 1          |        | 3        | Afrika                               |
| Nigéria                         |            | 2          |        | 2        | Afrika                               |
| Norvégia                        | 1          | 7          |        | 8        | Európa és Észak-Amerika              |
| Olaszország                     | 6          | 54         |        | 60       | Európa és Észak-Amerika              |
| Omán                            |            | 5          |        | 5        | Arab államok                         |
| Oroszország                     | 11         | 21         |        | 32       | Európa és Észak-Amerika              |
| Örményország                    |            | 3          |        | 3        | Európa és Észak-Amerika              |
| Pakisztán                       |            | 6          |        | 6        | Ázsia – Csendes-óceáni térség        |
| Palau                           |            | 1          | 1      | 1        | Ázsia – Csendes-óceáni térség        |
| Palesztina                      |            | 5          |        | 5        | Arab államok                         |
| Panama                          | 3          | 2          |        | 5        | Latin-Amerika – Karib-tengeri térség |
| Pápua Új-Guinea                 |            | 1          |        | 1        | Ázsia – Csendes-óceáni térség        |
| Paraguay                        |            | 1          |        | 1        | Latin-Amerika – Karib-tengeri térség |
| Peru                            | 2          | 9          | 2      | 13       | Latin-Amerika – Karib-tengeri térség |
| Portugália                      | 1          | 16         |        | 17       | Európa és Észak-Amerika              |
| Románia                         | 2          | 9          |        | 11       | Európa és Észak-Amerika              |
| Ruanda                          | 1          | 1          |        | 2        | Afrika                               |
| Saint Kitts és Nevis            |            | 1          |        | 1        | Latin-Amerika – Karib-tengeri térség |
| Saint Lucia                     | 1          |            |        | 1        | Latin-Amerika – Karib-tengeri térség |
| Salamon-szigetek                | 1          |            |        | 1        | Ázsia – Csendes-óceáni térség        |
| Salvador                        |            | 1          |        | 1        | Latin-Amerika – Karib-tengeri térség |
| San Marino                      |            | 1          |        | 1        | Európa és Észak-Amerika              |
| Seychelle-szigetek              | 2          |            |        | 2        | Afrika                               |
| Spanyolország                   | 4          | 44         | 2      | 50       | Európa és Észak-Amerika              |
| Srí Lanka                       | 2          | 6          |        | 8        | Ázsia – Csendes-óceáni térség        |
| Suriname                        | 1          | 2          |        | 3        | Latin-Amerika – Karib-tengeri térség |
| Svédország                      | 1          | 13         | 1      | 15       | Európa és Észak-Amerika              |
| Svájc                           | 4          | 9          |        | 13       | Európa és Észak-Amerika              |
| Szaúd-Arábia                    | 1          | 7          |        | 8        | Arab államok                         |
| Szenegál                        | 2          | 5          |        | 7        | Afrika                               |
| Szingapúr                       |            | 1          |        | 1        | Ázsia – Csendes-óceáni térség        |
| Szerbia                         |            | 5          |        | 5        | Európa és Észak-Amerika              |
| Szíria                          |            | 6          |        | 6        | Arab államok                         |
| Szlovákia                       | 2          | 6          |        | 8        | Európa és Észak-Amerika              |
| Szlovénia                       | 2          | 3          |        | 5        | Európa és Észak-Amerika              |
| Szudán                          | 1          | 2          |        | 3        | Arab államok                         |
| Tádzsikisztán                   | 2          | 2          |        | 4        | Ázsia – Csendes-óceáni térség        |
| Tanzánia                        | 3          | 3          | 1      | 7        | Afrika                               |
| Thaiföld                        | 3          | 5          |        | 8        | Ázsia – Csendes-óceáni térség        |
| Togo                            |            | 1          |        | 1        | Afrika                               |
| Törökország                     |            | 19         | 2      | 21       | Ázsia – Csendes-óceáni térség        |
| Tunézia                         | 1          | 8          |        | 9        | Arab államok                         |
| Türkmenisztán                   | 1          | 4          |        | 5        | Ázsia – Csendes-óceáni térség        |
| Uganda                          | 2          | 1          |        | 3        | Afrika                               |
| Ukrajna                         | 1          | 7          |        | 8        | Európa és Észak-Amerika              |
| Új-Zéland                       | 2          |            | 1      | 3        | Ázsia – Csendes-óceáni térség        |
| Uruguay                         |            | 3          |        | 3        | Latin-Amerika – Karib-tengeri térség |
| Üzbegisztán                     | 2          | 5          |        | 7        | Ázsia – Csendes-óceáni térség        |
| Vanuatu                         |            | 1          |        | 1        | Ázsia – Csendes-óceáni térség        |
| Vatikán                         |            | 2          |        | 2        | Európa és Észak-Amerika              |
| Venezuela                       | 1          | 2          |        | 3        | Latin-Amerika – Karib-tengeri térség |
| Vietnám                         | 2          | 5          | 1      | 8        | Ázsia – Csendes-óceáni térség        |
| Zambia                          | 1          |            |        | 1        | Afrika                               |
| Zimbabwe                        | 2          | 3          |        | 5        | Afrika                               |
| Zöld-foki Köztársaság           |            | 1          |        | 1        | Afrika                               |